# La Cadena
La Cadena was een tangomaandblad, opgericht in 1993. Het bediende de Nederlandstalige tangodanser en was een van de langstlopende tijdschriften in haar genre. Jan Dirk van Abshoven was oprichter en bleef als hoofdredacteur verbonden tot het blad werd opgeheven eind 2015. Eindredacteur van 1996 tot 2009 was Willem Lammerink. Andere bekende redacteuren in het verleden waren Janneke Melles, Cor Glorie, Floor van Alphen, Anita Brus, Anke Baerends (eindredactie), Sarah Oortgijs. Ina de Jong stond jarenlang garant voor de vormgeving.
La Cadena was ruim 22 jaar lang een begrip onder tangueros in Nederland. Het bevatte naast een uitgebreide agenda, veel artikelen, columns, interviews en reportages.